# Dilaton
En physique théorique, le dilaton désigne à l'origine un champ scalaire théorique (comme le photon réfère à un champ électromagnétique).  

## Historique et contexte
Le dilaton apparaît dans la théorie de Kaluza-Klein — comme le composé {\displaystyle g_{55}} du tenseur métrique où « 5 » est la direction circulaire additionnelle — et obéit à une équation ondulaire non homogène, généralisant l'équation de Klein-Gordon, avec un champ électromagnétique très fort comme source :
{\displaystyle \Box \phi =-{\frac {\kappa ^{2}\phi ^{3}}{4}}F_{\alpha \beta }F^{\alpha \beta }}
De plus, dans la théorie des cordes, le dilaton est une particule d'un champ scalaire {\displaystyle \phi } qui peut être vu comme la trace du graviton ; un champ scalaire (suivant l'équation Klein-Gordon) qui vient toujours avec la gravité. Bien que la théorie des cordes incorpore naturellement la théorie Kaluza-Klein, les théories des cordes perturbatrices, telles que la théorie des cordes de type I, la théorie des cordes de type II et la théorie des cordes hétérotique, contiennent déjà le dilaton dans le nombre maximal de 10 dimensions. Par contre, la théorie M à 11 dimensions n'inclut pas le dilaton dans son spectre.
L'exponentielle de sa valeur attendue au vide détermine sa constante de couplage {\displaystyle g}
{\displaystyle g=\exp(\langle \phi \rangle )}
Donc la constante de couplage est la variable dynamique dans la théorie des cordes, à la différence du cas de la théorie quantique des champs où elle est constante. Tant que la supersymétrie n'est pas brisée, de tels champs scalaires peuvent avoir des valeurs arbitraires (ce sont des modules). Cependant, la brisure de supersymétrie crée ordinairement une énergie potentielle pour les champs scalaires et les champs scalaires se localisent proches d'un minimum auquel la position devrait en principe être calculable dans la théorie des cordes.